# Bozyazı
Bozyazı est une ville turque située dans le sud de la Turquie au bord de la Méditerranée, sur la route côtière qui va d’Antalya à Mersin, à 260 km d’Antalya et à 230 km de Mersin, au pied des Monts Taurus.
C’est une toute petite ville qui reste à l’écart du tourisme de masse. La propreté de la mer et l’environnement naturel encore relativement vierge permet à une colonie de phoques moines (en voie de disparition dans le monde) d’y vivre. Elle doit sa subsistance à la culture des bananes sous serres ainsi qu’à celle de légumes comme les tomates, concombres, aubergines et à celle des fraises.
Un patrimoine historique vient s’ajouter aux richesses naturelles de Bozyazi. La ville fut fondée durant l’Antiquité, plus précisément entre 270 av. J.-C., date de la mort d'Arsinoé II, et 253 av. J.-C., date de la fin de la Deuxième Guerre Syrienne que les Lagides mènent contre l'empire séleucide, sur le territoire de la cité de Nagidos, à 100 mètres de l’actuel hôtel Zeysa par Ptolémée II Philadelphe et nommée Arsinoé en l'honneur de sa sœur et épouse, Arsinoé II. Une équipe d’archéologues de l’Université de Mersin y ont mis au jour des objets très variés et ont prouvé qu’il y avait une civilisation hellénistique importante.
Les aéroports les plus près de Bozyazi sont celui d’Antalya à l’ouest et celui d’Adana à l’est .
À l’« otogar » de ces deux villes, presque toutes les heures, il est possible de prendre des cars passant par Bozyazi. Pour ceux qui viennent en voiture, il faut compter environ 4 heures à partir d’Antalya, en suivant une route côtière passant par Alanya, Gazipaşa, Anamur. D’Adana, en passant par Mersin, Silifke, Aydincik, il faut compter environ 5 heures.